# Pinnotheridae
Die Pinnotheridae sind eine Familie der Krabben mit 311 Arten in 52 Gattungen. Es sind sehr kleine Krabben mit einem deutlichen Sexualdimorphismus, die meist als Kommensalen leben. Sie besiedeln vor allem Muscheln und Schnecken.

## Merkmale
Der Carapax ist rundlich bis queroval, häufig schwach verknöchert, vor allem bei Weibchen. Die Rückenregionen sind undeutlich. Der vorn-seitliche Rand ist glatt oder fein gezahnt. Die Stirn ist eng, Augenhöhle und Augen sehr klein, die Cornea manchmal funktionslos. Der Augenhöhlenrand ist vollständig. Die Antennulen sind schräg gefaltet. Das Proepistom ist zu einer dünnen Platte reduziert oder fehlt ganz. Die Antennen sind sehr klein, ihr Basalglied berührt nicht die Stirn, die Stiele reichen in den Orbitalschlitz. Ein endostomialer Kamm ist manchmal vorhanden. Die Mundhöhle ist breit und kurz, gewöhnlich halbkreisförmig.
Der Merus (zu den Gliedmaßenabschnitten siehe den Artikel Spaltbein und Schreitbein) des dritten Maxilliped (Mxp3) ist oft sehr groß, das Ischium gewöhnlich klein, vollständig zurückgebildet oder mit dem Merus verschmolzen. Der Dactylus ist oft deutlich vergrößert oder stark reduziert und artikuliert mit dem Ende des Propodus. Das Exopod ist klein, mehr oder weniger verborgen, das Flagellum oft reduziert bis ganz fehlend. Die Scherenbeine sind symmetrisch. Die Schreitbeine (Pereiopoden 2 bis 5) variieren in der Länge, die Meri sind im Querschnitt dreieckig, die rückenseitige Fläche rau bis kielförmig. Das Pleon der Männchen ist schmal und verlängert, bei Weibchen sehr breit und manchmal das Mxp3 verdeckend. Manchmal sind mehrere Somiten verschmolzen.

## Systematik

### Unterfamilien
Nach einer Revision wird die Familie in drei Unterfamilien gegliedert. Nachdem Pinnotherelia laevigata aus der Familie Pinnotheridae herausgenommen wurde, um die Familie monophyletisch zu erhalten, wurde die Unterfamilie Pinnotherelinae hier aufgelöst. Die übrigen Gattungen der Unterfamilie wurden in der Unterfamilie Pinnixinae zusammengefasst. Eine neue Unterfamilie um die Gattung Pinnixula wurde aufgestellt:
- Pinnixinae Števčić, 2005
- Pinnixulalinae Palacios Theil, Cuesta & Felder, 2016
- Pinnotherinae De Haan, 1833